# Komunistyczna Partia Polski (2002)
Komunistyczna Partia Polski (KPP) – komunistyczna partia polityczna założona 20 lipca 2002 (zarejestrowana sądownie została 9 października 2002), uważająca się za historyczną i ideową spadkobierczynię Komunistycznej Partii Polski, działającej w latach 1918–1938 oraz istniejącej wcześniej Socjaldemokracji Królestwa Polskiego i Litwy. Odwołuje się też do tradycji Polskiej Partii Robotniczej i częściowo Polskiej Zjednoczonej Partii Robotniczej.

## Historia
Komunistyczna Partia Polski została założona 20 lipca 2002 w Dąbrowie Górniczej przez działaczy wywodzących się w znacznej części ze Związku Komunistów Polskich „Proletariat” (powołanego przez skrajnie lewicowy nurt dawnej PZPR) po uprawomocnieniu się postanowienia sądu stawiającego tę partię w stan likwidacji. Założycielami partii byli Marcin Adam, Józef Łachut, Marian Indelak (który został sekretarzem krajowego komitetu wykonawczego ugrupowania), Mieczysław Pawela i Krystyna Kowalik. Później do ugrupowania przystąpił m.in. Zbigniew Wiktor (wcześniejszy lider ZKP „Proletariat”). Pierwszy zjazd partii odbył się 14 grudnia 2002, drugi – 9 grudnia 2006, trzeci – 11 grudnia 2010, czwarty – 28 marca 2015, piąty – 21 lipca 2019, a szósty – 28 października 2023.
W wyborach parlamentarnych w 2005 i 2007 członkowie KPP startowali z list Polskiej Partii Pracy. W wyborach prezydenckich w 2005 partia udzieliła poparcia Danielowi Podrzyckiemu z PPP (który na krótko przed wyborami zginął w wypadku drogowym). Przed wyborami prezydenckimi w 2010 przewodniczący partii Józef Łachut wyraził na Kongresie Porozumienia Lewicy (w ramach którego KPP podjęła w 2007 współpracę z innymi lewicowymi ugrupowaniami politycznymi, takimi jak PPP, ROG, Racja PL i PPS) poparcie dla kandydatury Grzegorza Napieralskiego z Sojuszu Lewicy Demokratycznej. W wyborach samorządowych w 2010 KPP współtworzyła KWW Czerwony Wrocław w wyborach do rady miejskiej Wrocławia.
W wyborach parlamentarnych w 2011 pojedynczy członkowie Komunistycznej Partii Polski startowali do Sejmu z ramienia SLD bądź PPP. KPP wezwała natomiast do bojkotu wyborów parlamentarnych w 2015. Nawiązała ponadto kontakty z Polską Lewicą. W wyborach parlamentarnych w 2019 jeden z członków KPP ponownie znajdował się na liście SLD (w ramach porozumienia Lewica) do Sejmu. W wyborach prezydenckich w 2020 KPP poparła kandydaturę Waldemara Witkowskiego, przewodniczącego Unii Pracy. W wyborach parlamentarnych w 2023 członkowie KPP nie wystartowali.

## Program i ideologia
Komunistyczna Partia Polski głosi hasła antykapitalistyczne i antyimperialistyczne. Dąży do wprowadzenia socjalizmu i przejęcia władzy politycznej oraz ekonomicznej przez proletariat. Postuluje również zastąpienie własności kapitalistycznej własnością społeczną poprzez nacjonalizację przemysłu, handlu i zasobów naturalnych. Opowiada się również za szerokimi prawami socjalnymi (m.in. bezpłatną i powszechną oświatą oraz bezpłatną służbą zdrowia). Partia jest za równouprawnieniem i pełnym rozdziałem Kościoła od państwa (m.in. niefinansowaniem przez państwo związków wyznaniowych oraz wycofaniem nauki religii ze szkół publicznych). Postuluje też m.in. zaprzestanie prywatyzacji i reprywatyzacji oraz reformę podatkową (progresywny system podatkowy, ograniczenie VAT), a także lustrację majątkową. Krytykuje likwidację PRL i transformację ustrojową. KPP jest także przeciwko uczestnictwu Polski w Unii Europejskiej i NATO. Ponadto partia stanowczo sprzeciwia się ustawom dekomunizacyjnym uchwalonym przez rząd PiS i polityce historycznej prowadzonej przez Instytut Pamięci Narodowej.
KPP gloryfikowała na swojej stronie internetowej Józefa Stalina jako „Wyzwoliciela Narodów” i Kim Dzong Ila jako „Wielkiego Przywódcę”, poparła reżim totalitarny w Korei Północnej, a także propagowała kłamstwo katyńskie.

## Struktura i działacze
Liczba członków Komunistycznej Partii Polski na przestrzeni lat wahała się od kilkuset do około tysiąca działaczy.

### Organizacja
Najwyższym organem wykonawczym KPP jest Krajowy Komitet Wykonawczy. Wybiera on spośród swoich członków Prezydium, w tym: przewodniczącego, sekretarza i skarbnika. Centralnym organem kontrolnym partii jest natomiast Krajowa Komisja Statutowo-Rewizyjna. Organem powołanym do rozpatrywania indywidualnych spraw członków partii wynikających z odwołań od uchwał organów, w tym uchwał o wykluczeniu z niej, jest Krajowy Sąd Koleżeński.

### Przewodniczący KPP
- od 14 grudnia 2002 do 8 grudnia 2006 – Marcin Adam
- od 8 grudnia 2006 do 11 grudnia 2010 – Józef Łachut
- od 11 grudnia 2010 do 28 października 2023 – Krzysztof Szwej
- od 28 października 2023 – Beata Karoń

## Organ prasowy
Oficjalnym biuletynem partii jest miesięcznik „Brzask”, dostępny wyłącznie w prenumeracie oraz w internecie.

## Próby delegalizacji partii
W 2013 o delegalizację partii pod zarzutem publicznego propagowania totalitarnego ustroju państwa wystąpił poseł PiS Bartosz Kownacki. W wyniku śledztwa prokuratura nie dopatrzyła się znamion przestępstwa i umorzyła dochodzenie. Od 2015 toczy się proces dotyczący propagowania przez działaczy KPP na łamach „Brzasku” systemu totalitarnego. W 2017 czynności sprawdzające wobec partii ponadto podjęła Prokuratura Krajowa, która w sierpniu 2019 poinformowała, że jest na etapie przygotowywania wniosku do Trybunału Konstytucyjnego o stwierdzenie niezgodności celów i działalności KPP z Konstytucją. 18 stycznia 2019 Sąd Rejonowy w Dąbrowie Górniczej uznał redaktorów pisma „Brzask” za niewinnych zarzucanych im czynów, stwierdzając, że zarzuty sformułowane przez prokuraturę i zgromadzony w trakcie przewodu sądowego materiał dowodowy nie wskazują na popełnienie przestępstwa. W uzasadnieniu wyroku sąd zaznaczył, że należy odróżnić propagowanie totalitarnego ustroju państwa od propagowania komunistycznych poglądów jako takich. Prokurator w marcu 2019 złożył apelację od wyroku uniewinniającego redakcję „Brzasku”, motywując, że ideologia marksistowsko-leninowska, do której odwołuje się KPP, jest z samej swej natury ideologią totalitarną, gdyż głosi ona hasła rewolucji społecznej, będące bezpośrednim nawoływaniem do obalenia przemocą władzy państwowej. Zarzucił oskarżonym redaktorom także krytykę reformizmu oraz bezpośrednie odwoływanie się do tradycji przedwojennej partii politycznej o tej samej nazwie, natomiast sądowi – przekroczenie zasady swobodnej oceny przeprowadzonych dowodów oraz uznanie zeznań złożonych przez samych oskarżonych za wiarygodne. 10 lipca 2019 Sąd Okręgowy w Katowicach postanowił o przekazaniu sprawy do ponownego rozpatrzenia sądowi pierwszej instancji, przychylając się tym samym do wniosku prokuratora. Rozprawa z udziałem oskarżonych odbyła się 3 marca 2020, dwa tygodnie później ogłoszono wyrok. Sąd Rejonowy w Dąbrowie Górniczej zadecydował o warunkowym umorzeniu postępowania wobec redaktorów „Brzasku”, zobowiązując jednocześnie każdego z trójki oskarżonych do wpłacenia świadczenia pieniężnego w wysokości 1000 zł od osoby na rzecz Funduszu Pomocy Pokrzywdzonym oraz Pomocy Postpenitencjarnej i pokrycia części kosztów sądowych.
W ramach solidarności z KPP w związku z prowadzonymi wobec niej procesami, w 2018 i 2019 protesty pod polskimi ambasadami zorganizowały m.in. Komunistyczna Partia Grecji, Komunistyczna Partia Belgii i Komunistyczna Partia Brytanii. Wsparcie dla KPP zadeklarowało również szereg innych zagranicznych partii komunistycznych. W Polsce solidarność z KPP zadeklarowały Sojusz Lewicy Demokratycznej, Ruch Sprawiedliwości Społecznej czy Pracownicza Demokracja. Delegalizacji partii domaga się m.in. Porozumienie Organizacji Kombatanckich i Niepodległościowych w Krakowie.
6 grudnia 2020 minister sprawiedliwości i prokurator generalny Zbigniew Ziobro złożył do Trybunału Konstytucyjnego wniosek o delegalizację Komunistycznej Partii Polski, zarzucając jej gloryfikowanie ustroju politycznego panującego w ZSRR w okresie czerwonego terroru, wielkiego głodu i terroru stalinowskiego oraz nawoływanie do przeprowadzenia w Polsce rewolucji na wzór rewolucji październikowej w Rosji, w wyniku której władzę przejęli bolszewicy. Według analizy działalności KPP przeprowadzonej przez Prokuraturę Krajową, celem partii jest nie tylko siłowe przejęcie władzy, lecz także doprowadzenie do obalenia demokratycznego porządku prawnoustrojowego Polski oraz przymusowej kolektywizacji i nacjonalizacji. Od czasu złożenia wniosku nie odbyła się dotąd w tej sprawie ani jedna rozprawa. W marcu 2024 dział prasowy Trybunału Konstytucyjnego w odpowiedzi na zapytanie redakcji dziennika „Rzeczpospolita” poinformował, że „przewodniczący składu orzekającego wyznaczy termin rozprawy, jeżeli decyzję taką podejmie skład orzekający, który w sposób niezawisły i niezależny od innych organów i podmiotów, w wyniku analizy dokumentów dotyczących sprawy, w tym pisemnych stanowisk uczestników postępowania, dojdzie do wniosku, że zebrany w postępowaniu materiał dowodowy jest wystarczający do wydania orzeczenia”.

### Obecna sytuacja prawna
Do 1 października 2023 istnienie partii komunistycznych w Polsce i ich działania były legalne, dopóki odnosiły się do ideologii ustroju komunistycznego, z pominięciem totalitarnych metod i praktyk. KPP odcina się od nich w swej deklaracji ideowo-programowej oraz statucie. Podobnie sama symbolika komunistyczna (np. używany przez KPP sierp i młot) nie była w Polsce wprost zakazana (w przeciwieństwie do faszystowskiej, która była jako taka wymieniona w Kodeksie karnym), więc uznawano ją za legalną. Sąd Okręgowy w Warszawie wpisał KPP w 2002 do ewidencji partii politycznych, ponieważ w ocenie sądu dokumenty partii nie sprzeciwiały się treści art. 13 Konstytucji RP i art. 256 k.k. W świetle tych przepisów zakazane było istnienie partii politycznych odwołujących się do totalitarnych metod i praktyk działania komunizmu, a takiego odwołania w dokumentach KPP nie było. 7 lipca 2022 Sejm RP przyjął rządowy projekt ustawy o zmianie ustawy – Kodeks karny oraz niektórych innych ustaw, która zmieniła m.in. dotychczasowe brzmienie art. 256 k.k. Nowelizacja weszła w życie z dniem 1 października 2023. Nowa wersja zakłada, że kara grozi również tym, którzy publicznie propagują ideologię komunistyczną lub używają symboliki z nią związanej. Aktualnie Komunistyczna Partia Polski wciąż istnieje po nowelizacji Kodeksu karnego 1 października 2023 i prowadzi swoje działania. W obecnie obowiązującym stanie prawnym żaden organ do tego uprawniony nie wydał dotąd wyroku w sprawie legalności lub nielegalności działalności tej partii.